# Maccabi Tel Aviv B.C. 1999-2000
Questa voce raccoglie le informazioni riguardanti il Maccabi Tel Aviv B.C. nelle competizioni ufficiali della stagione 1999-2000.

## Stagione
La stagione 1999-2000 del Maccabi Tel Aviv B.C. è la 46ª nel massimo campionato israeliano di pallacanestro, la Liga Leumit.

## Roster
Aggiornato al 11 dicembre 2021
| Maccabi Tel Aviv 1999-00 | Maccabi Tel Aviv 1999-00 |
| Giocatori                | Staff tecnico            |
| ------------------------ | ------------------------ |

| N. | Naz.                                         | Ruolo | Nome               | Anno | Alt.   | Peso   |  |
| -- | -------------------------------------------- | ----- | ------------------ | ---- | ------ | ------ |  |
| 4  | Israele (bandiera)                           | AG    | Nadav Henefeld (C) | 1968 | 202 cm | 107 kg |  |
| 5  | Stati Uniti (bandiera) · Israele (bandiera)  | G     | Mark Brisker       | 1969 | 194 cm | 82 kg  |  |
| 6  | Stati Uniti (bandiera) · Israele (bandiera)  | P     | Derrick Sharp      | 1971 | 183 cm | 84 kg  |  |
| 7  | Stati Uniti (bandiera)                       | C     | Nate Huffman       | 1975 | 214 cm | 111 kg |  |
| 8  | Stati Uniti (bandiera) · Slovenia (bandiera) | P     | Arriel McDonald    | 1972 | 190 cm | 88 kg  |  |
| 9  | Israele (bandiera)                           | AG    | Gur Shelef         | 1974 | 201 cm |        |  |
| 10 | Israele (bandiera)                           | PG    | Doron Sheffer      | 1972 | 195 cm | 85 kg  |  |
| 11 | Israele (bandiera)                           | C     | Avi Kazarnovski    | 1980 | 211 cm |        |  |
| 12 | Israele (bandiera)                           | AP    | Doron Jamchi       | 1961 | 198 cm |        |  |
| 13 | Stati Uniti (bandiera)                       | C     | Dallas Comegys     | 1964 | 206 cm | 98 kg  |  |
| 15 | Romania (bandiera) · Israele (bandiera)      | C     | Constantin Popa    | 1971 | 220 cm | 105 kg |  |
| 16 | Israele (bandiera)                           | G     | Itzhak Cohen       | 1980 | 195 cm |        |  |
| 17 | Israele (bandiera)                           | AC    | Dudu Asraf         | 1981 | 200 cm |        |  |

| Allenatore                                                           |
| - Pini Gershon                                                       |
| Assistente/i                                                         |
| - / David Blatt Legenda - (C) Capitano - (IN) Inattivo - Infortunato |

## Mercato

### Sessione estiva
| Acquisti | Acquisti        | Acquisti           | Acquisti   | Acquisti |
| R.       | Nome            | da                 | Modalità   |          |
| -------- | --------------- | ------------------ | ---------- | -------- |
| G        | Mark Brisker    | Maccabi Ra'anana   | definitivo |          |
| AP       | Doron Jamchi    | Mac. Rishon LeZion | definitivo |          |
| P        | Arriel McDonald | Olimpija Lubiana   | definitivo |          |
| C        | Nate Huffman    | Fuenlabrada        | definitivo |          |
| C        | Dallas Comegys  | Montecatini S.C.   | definitivo |          |

| Cessioni | Cessioni          | Cessioni         | Cessioni       | Cessioni |
| R.       | Nome              | a                | Modalità       |          |
| -------- | ----------------- | ---------------- | -------------- | -------- |
| P        | Guy Goodes        | Cantabria        | fine contratto |          |
| AG       | David Benoit      | Free agent       | fine contratto |          |
| G        | Zdravko Radulović | Czarni Słupsk    | fine contratto |          |
| P        | Oded Kattash      | Panathīnaïkos    | fine contratto |          |
| C        | Victor Alexander  | PAOK Salonicco   | fine contratto |          |
| A        | Velibor Radović   | Maccabi Ra'anana | fine contratto |          |